# Call Out My Name
Call Out My Name — utwór kanadyjskiego wokalisty i autora tekstów piosenek, The Weeknda, pochodzący z jego debiutanckiego minialbumu, My Dear Melancholy, wydanego 30 marca 2018 roku. Ze względu na jego sukces, „Call Out My Name” został wydany jako główny singiel 10 kwietnia 2018 roku. Tesfaye oraz Nicolas Jaar są autorami tekstu piosenki, a także zarazem Frank Dukes, jej producent. Dzięki ogromnej popularności, utwór został wydany do rozgłośni radiowych w Wielkiej Brytanii w dniu premiery wydania EP-ki. 

## Kompozycja
Utwór jest wykonany w tonacji dis-moll wraz z tempem 134 uderzeń na minutę, a także metrum 6/8. Głos Tesfaye opiera się na oktawach, od D♯3 do D♯5.

## Przyjęcie komercyjne
„Call Out My Name” osiągnęło w swoim pierwszym dniu 6 milionów odtworzeń na platformie Apple Music. Utwór został czwartym singlem numer jeden Tesfaye w Kanadzie - jego rodzinnym kraju i ósmym utworem znajdującym się w pierwszej dziesiątce prestiżowej listy singli, Billboard Hot 100. Znalazł się też w Top 10 takich list, jak UK Singles Chart, Irish Singles Chart, czy Official German Charts.
W Polsce nagranie uzyskało certyfikat dwukrotnie platynowej płyty.

## Klip video
Lyric video do utworu zostało wydane 2 kwietnia 2018 roku, na którym jest przedstawiony Tesfaye, śpiewający na ekranach telewizorów. Specjalny teledysk pionowy został wypuszczony podczas premiery minialbumu w serwisie Spotify. Oficjalny klip do „Call Out My Name”, którego reżyserem jest Grant Singer dodano 12 kwietnia 2018 roku na oficjalny kanał VEVO wokalisty. Został on nakręcony w mieście Taft w Kalifornii, przedstawiający Kanadyjczyka będącego na ulicy przed wschodem słońca, podczas pory nocnej, w pustym kinie, czy w lesie. 11 kwietnia piosenkarz dodał na swoje portale społecznościowe filmik zwiastujący teledysk.

## Pozycje
| Listy (2018)                               | Najwyższe miejsce |
| ------------------------------------------ | ----------------- |
| Kanada (Canadian Hot 100)                  | 1                 |
| Słowacja (Singles Digitál Top 100)         | 1                 |
| Australia (ARIA)                           | 3                 |
| Czechy (Singles Digitál Top 100)           | 3                 |
| Dania (Tracklisten)                        | 3                 |
| Norwegia (VG-lista)                        | 3                 |
| UK R&B Singles Chart                       | 3                 |
| US Hot R&B/Hip-Hop Songs (Billboard)       | 3                 |
| Stany Zjednoczone (Billboard Hot 100)      | 4                 |
| Irlandia (IRMA)                            | 5                 |
| Szwecja (Sverigetopplistan)                | 6                 |
| Niemcy (Official German Charts)            | 7                 |
| Nowa Zelandia (Recorded Music NZ)          | 7                 |
| UK Singles Chart (Official Charts Company) | 7                 |
| Szwajcaria (Schweizer Hitparade)           | 8                 |
| Belgia (Ultratip Wallonia)                 | 9                 |
| Holandia (Single Top 100)                  | 9                 |
| Austria (Ö3 Austria Top 40)                | 11                |
| Finlandia (Suomen virallinen lista)        | 12                |
| Belgia (Ultratop 50 Flanders)              | 34                |
| Holandia (Dutch Top 40)                    | 34                |
| Włochy (FIMI)                              | 40                |
| Kanada CHR/Top 40 (Billboard)              | 49                |
| Szkocja (Official Charts Company)          | 49                |
| Hiszpania (PROMUSICAE)                     | 58                |